# La Selva del Campo
La Selva del Campo (oficialmente en catalán: la Selva del Camp) es un municipio de la comarca catalana del Bajo Campo, en la provincia de Tarragona (España). Cuenta con una población de 5819 habitantes (INE 2024).

## Historia
Se cree que el municipio tiene un origen romano y que el lugar siguió poblado durante la ocupación árabe. Sin embargo, no se tiene referencia escrita hasta 1149 cuando en el acta de donación de la partida rural de los Montgons se cita a la Selva como límite de dicha partida.
Le fue otorgada carta de población el 13 de mayo de 1164 y en una bula de 1174 aparece como una de las posesiones del arzobispado de Tarragona que mantuvo su dominio hasta 1823. La repoblación fue rápida y el municipio se extendió más allá de los muros originales. Durante el siglo XIII tuvo un monopolio sobre el trigo y la cebada que generó importantes beneficios económicos. 
En 1309 algunos habitantes de la Selva partieron hacia las cruzadas a las órdenes de Jaime II de Aragón y en 1314 el municipio participó activamente en la campaña del Reino de Sicilia. Fue el lugar de reunión de la Comuna del Campo.
En 1640, durante la Guerra de los Segadores fue ocupada por tropas francesas que más adelante entregaron la población a las tropas castellanas. En 1641 fue ocupada de nuevo por las tropas al mando de Philippe de la Mothe que causaron estragos en la población.

## Geografía humana

### Demografía
Cuenta con una población de 5819 habitantes (INE 2024).
| Gráfica de evolución demográfica de La Selva del Campo entre 1842 y 2021 |
| |
| Población de derecho según los censos de población del INE Población de hecho según los censos de población del INEEn estos censos se denominaba La Selva: 1842, 1857, 1860, 1877, 1887, 1897, 1900, 1910, 1920, 1930, 1940, 1950 y 1960 En estos censos se denominaba La Selva del Campo: 1970 y 1981 |

### Economía
La principal actividad económica es la agricultura, destacando el cultivo de avellanos y olivos. Dispone de cooperativa agrícola desde 1903. En cuanto a la ganadería, destacan las granjas avícolas y porcinas. Actualmente y desde 1992, después de la implantación de la multinacional National Can Co. el pueblo se fue desarrollando más industrial que agrícola ya que se fueron implantando otras multinacionales tanto del sector alimentario como del aluminio. 
Hasta finales de la década de 1930 estuvieron en explotación unas minas de plomo como la conocida como Bundanera que daba empleo a una treintena de vecinos.

### Polígonos industriales
- Polígono Silva
- Polígono Drecera
- Polígono Milenium

## Cultura
Se conservan algunos restos del antiguo castillo. Era de grandes dimensiones y se construyó en el siglo XII sobre otra construcción más antigua. Uno de los arcos apuntados del castillo está ahora en la casa de la vila. Se conservan algunas torres del siglo XVIII y fragmentos de la muralla. Fue la residencia señorial de los arzobispos de Tarragona. Actualmente se está reconstruyendo el castillo.
La iglesia parroquial está dedicada a San Andrés y es de estilo renacentista. Está compuesta por cinco naves con tres tramos cada una, cubiertas con bóveda de cañón. La construcción se inició en 1582 y corrió a cargo de Pedro Blai, aunque en la obra, inacabada, trabajaron diversos artistas. Tanto el coro como la fachada son de 1782.
Del antiguo convento de San Agustín, actual Casa Diocesana, destaca su claustro renacentista. Es de doble galería siendo la inferior de estilo dórico y la superior jónico. En otro convento, el de San Rafael, se encontraban cinco retablos que desaparecieron en 1936. El convento se fundó a principios del siglo XVII por monjes carmelitanos, pasando en 1846 a la congregación de San Vicente de Paul. Funciona como escuela.

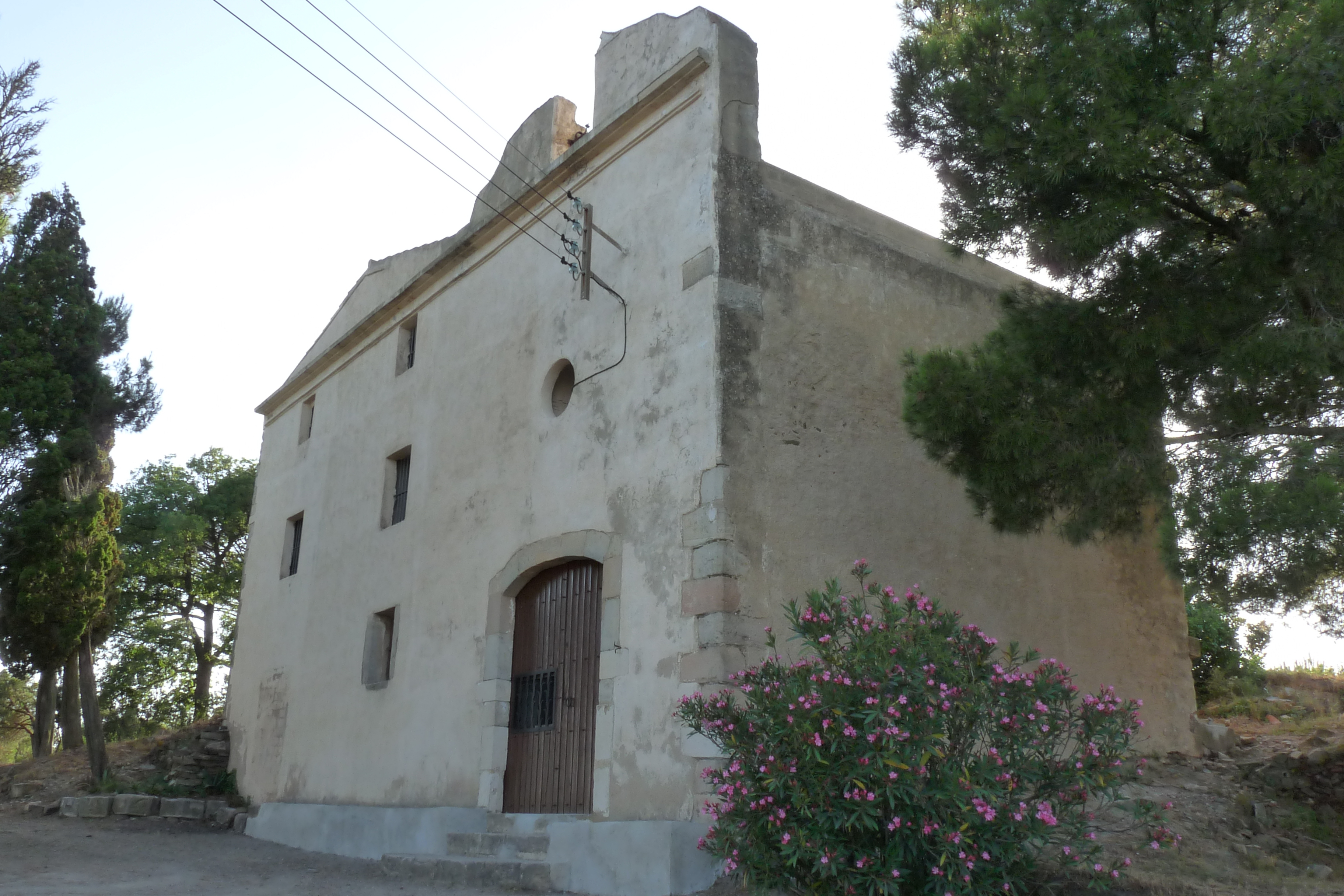
Ermita de San Pedro del Puig

En las afueras se encuentra la ermita de San Pedro del Puig. Quedan pocos restos del edificio románico, reformado en diversas ocasiones durante el siglo XIII. Las tropas francesas la fortificaron en 1811 y quedó prácticamente destruida durante la primera guerra carlista.
A unos cuatro kilómetros del centro de la villa se encuentra santuario de Santa María de Paretdelgada. Es del siglo XII y fue construida sobre unas ruinas romanas. Fue reformada casi por completo en 1766 después de que un incendio la destruyera casi por completo. En su interior pueden verse capiteles con decoraciones florales y algunas ménsulas.
La Selva del Campo celebra su fiesta mayor en el mes de junio, coincidiendo con la festividad de San Andrés.